# Gondar
Gondar, črkovano tudi Gonder (amharsko ጎንደር, latinizirano: Gonder ali Gondär; prej amharsko ጐንደር, latinizirano: Gʷandar ali Gʷender), je mesto in voreda v Etiopiji. Gondar leži v območju severnega Gondarja v regiji Amhara, severno od jezera Tana ob reki Mali Angereb in jugozahodno od Simienskega gorovja. Od leta 2021 ima Gondar ocenjeno število prebivalcev 443.156.
Gondar je bil prej glavno mesto Etiopskega cesarstva in kasnejše province Begemder. V mestu so ostanki več kraljevih gradov, vključno s tistimi na Unescovem seznamu svetovne dediščine Fasil Gebi, zaradi katerih so Gondar imenovali afriški kamelot.

## Zgodovina

### Izvor
Gondar je okoli leta 1635 ustanovil cesar Fasilides in je zrasel kot kmetijsko in tržno mesto. Takrat je veljalo vraževerje, da se mora ime glavnega mesta začeti s črko 'Gʷa' (moderna izgovorjava 'Gʷe'; Gonder se je prvotno pisal Gʷandar), kar je prav tako prispevalo k rasti Gorgore (ustanovljene kot Gʷargʷara) v stoletjih po letu 1600. Izročilo tudi pravi, da je bivol vodil cesarja Fasilidesa do tolmuna poleg Angereba, kjer je »star in častitljiv puščavnik« povedal cesarju, da bo tam postavil svojo prestolnico. Fasilides je dal bazen napolniti in na istem mestu zgradil svoj grad. Cesar je zgradil tudi skupno sedem cerkva; prvi dve, Fit Mikael in Kedus Abo, sta bili zgrajeni za končanje lokalnih epidemij. Pet cesarjev, ki so mu sledili, je prav tako zgradilo svoje palače v mestu.

### 16. stoletje
Začenši s cesarjem Menasom leta 1559 so vladarji Etiopije začeli preživljati deževno dobo v bližini jezera Tana in se vsako leto pogosto vračali na isto lokacijo. Ta taborišča, ki so za kratek čas cvetela kot mesta, vključujejo Emfraz, Ajba, Gorgora in Dankaz.

### 17. stoletje
Leta 1668 je cesar Johanes I. na cerkvenem koncilu razsodil, da morajo biti prebivalci Gondarja ločeni po veri. To je povzročilo, da so se muslimani in Judje v dveh letih preselili v svoje četrti. Te četrti so postale znane kot Adis Alem ('Novi svet') in Kajla Majda ('ravnina Kajla').:16
V 17. stoletju naj bi prebivalstvo mesta preseglo 60.000. Številne stavbe iz tega obdobja so preživele kljub nemiru v 18. stoletju. Do vladavine Ijasuja Velikega je Gondar pridobil občutek identitete skupnosti.

### 19. stoletje
Mesto je služilo kot glavno mesto Etiopije, dokler Tevodros II. leta 1856 ni preselil cesarske prestolnice v Debra Tabor in Gondar je postal »mesto duhovnikov«; Tevodros II. je mesto leta 1864 oropal in požgal, nato pa ga decembra 1866 znova opustošil. Abdallahi ibn Muhammad je oplenil Gondar, ko je ta napadel Etiopijo junija 1887, opustošili so ga tudi sudanski napadalci, ki so požgali skoraj vse mestne cerkve. Nazadnje so ga bombardirali Britanci, ki so ga med drugo svetovno vojno poskušali očistiti italijanskih fašistov.

### 20. stoletje
Po vojaški okupaciji Etiopije s strani Kraljevine Italije leta 1936 se je Gondar razvijal pod italijansko okupacijo. Combonijevi misijonarji so leta 1937 ustanovili latinskokatoliško apostolsko prefekturo Gondar, ki je bila zatrta po smrti svojega edinega prefekta leta 1951.
Med drugo svetovno vojno so se Mussolinijeve italijanske sile nazadnje ustavile v Gondarju novembra 1941, potem ko je Adis Abeba šest mesecev pred tem padla v roke britanskih sil. Območje Gondarja je bilo do poletja 1943 eno glavnih središč delovanja italijanske gverile proti britanskim silam.
Med etiopsko državljansko vojno so sile Etiopske demokratične unije prevzele nadzor nad velikimi deli Begemderja in v delih leta 1977 delovale v območju nekaj kilometrov od Gondarja in se je zdelo, da so tik pred tem, da zavzamejo mesto. Kot del operacije Tevodros ob koncu državljanske vojne je Gondar marca 1991 zajela Etiopska ljudska revolucionarna demokratična fronta.

## Mestna pokrajina
Gondar je bil tradicionalno razdeljen na več sosesk ali četrti: Adis Alem, kjer so živeli muslimanski prebivalci; Kajla Majda, kjer so živeli privrženci Beta Israel; Abun Bet, osredotočen na rezidenco Abuna ali nominalnega poglavarja etiopske cerkve; in Kagn Bet, dom plemstva. Gondar je tudi opazno središče cerkvenega učenja etiopske tevahedske pravoslavne cerkve in znan po tem, da ima 44 cerkva – že vrsto let več kot katera koli druga naselbina v Etiopiji. Gondar in okolica sta domovina večine etiopskih Judov.
Sodobno mesto Gondar je priljubljeno kot turistična destinacija zaradi številnih slikovitih ruševin v Fasil Gebi (Kraljevi ograjen prostor), kjer so nekoč kraljevali cesarji. Najbolj znane stavbe v mestu so v kraljevi ogradi, ki vključuje Fasilidesov grad, Ijasujevo palačo, Davitovo dvorano, banketno dvorano, hleve, grad cesarice Mentevab, kanclerijo, knjižnico in tri cerkve. V bližini mesta so Fasilidesove kopeli, dom letne slovesnosti, kjer je blagoslov in nato odprte za kopanje; kompleks Kuskuam, ki ga je zgradila cesarica Mentevab; palača Ras Mikael Sehul iz 18. stoletja in cerkev Debre Berhan Selassie.
Središče mesta Gondar kaže vpliv italijanske okupacije v poznih 1930-ih. Na glavnem trgu so trgovine, kino in druge javne stavbe v poenostavljenem italijanskem modernem slogu, ki je kljub kasnejšim spremembam in pogosto zapostavljenosti še vedno značilen za to obdobje. Zanimive so tudi vile in stanovanja v bližnji četrti, v katerih so nekoč živeli okupatorji in kolonisti.

## Dokumentacija s 3D laserskimi skenerji
Projekt Zamani je dokumentiral Fasila Gebi v središču Gondarja s zemeljskim 3D laserskim skeniranjem. Dokumentirane strukture vključujejo: grad cesarja Fasilidesa, grad Bakafa, dvorano Davita III., grad cesarja Ijasuja, kraljevo knjižnico, kanclerijo, stavbo kraljevega arhiva.
Nekateri teksturirani 3D modeli, panoramski ogled, višine, prerezi in načrti so na voljo na www.zamaniproject.org.